# 鸳鸯

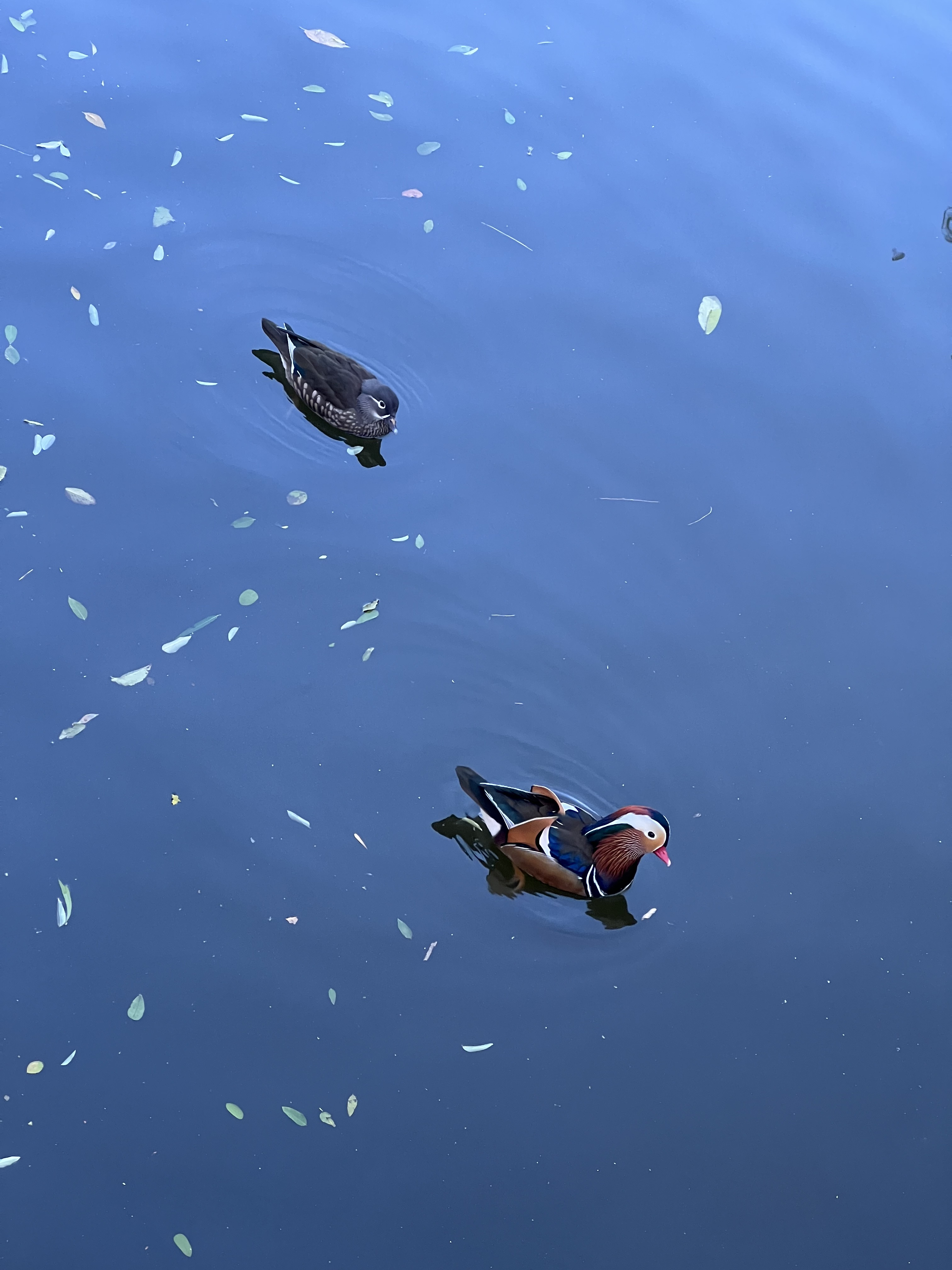
鴛鴦，拍摄于北京动物园

鸳鸯（學名：Aix galericulata），本名鸂鶒，又稱匹鸟、邓木鸟或紫鴛鴦，是雁形目鸭科鸳鸯属的一种水鸟。亦經常出現在中國古代文學作品和神話傳説中。其中鴛指雄鳥，鴦指雌鳥。

## 历史
現今的鴛鴦本名為“鸂鶒”，因其常常是雌雄相伴活動，古人視作鴛鴦（赤麻鸭）的同類。古人又認為鸂鶒“其色多紫（《爾雅翼》）”，而將它稱作“紫鴛鴦”，李白詩中就多次寫到紫鴛鴦，如“七十紫鴛鴦，雙雙戲庭幽”、“願逢同心者，飛作紫鴛鴦”等。
而後隨著鸂鶒的“人氣”不斷提升，民間開始有意無意地將“紫鴛鴦”的“紫”字省去，直接呼鸂鶒為“鴛鴦”，如北宋《營造法式》“彩畫作制度圖樣”裡的鴛鴦與鸂鶒甚至被交換了名字。 《爾雅翼》特別澄清道：“今婦人閨房中，飾以鴛鴦，黃赤五采，首有纓者，皆鸂鶒耳。”但緊接著又說：“然鸂鶒亦鴛鴦之類。”顯然沒有對鸂鶒取代鴛鴦的現象表達反對意見。

宋代以後，鸂鶒在民間已坐穩了“鴛鴦”這把交椅，原來的鴛鴦（赤麻鸭）逐漸被人們淡忘。唯明朝官方典籍和部分文人筆下仍堅持使用二者的傳統名稱。
八品九品冠、一梁。革帶用烏角。佩用藥玉。綬用黃綠二色絲、織成鸂鶒花錦、下結青絲網。綬環二、用銅。笏用槐木
文官一品二品、仙鶴錦雞。三品四品、孔雀雲鴈。五品、白鷴。六品七品、鷺鷥鸂鶒。八品九品、黃鸝鵪鶉練鵲。風憲官、用獬廌

“形小如鴨，毛有五采，首有纓，尾有毛如船柁形。
《本草綱目》描述的鸂鶒外形是：首有纓是說雄性鸂鶒頭部生有彩色的羽冠，船柁形尾毛則是指攏翼後直立於背部兩側的栗黃色帆狀飾羽。明《食物本草》繪有鸂鶒的彩色插圖，與如今家喻戶曉的“五彩鴛鴦”形象基本一致。
明代七品文官補子的圖案即名為“鸂鶒”，其形像也和“五彩鴛鴦”即如今的鴛鴦形象相近。
到了清代，雍正時期由宮廷畫師餘省（字曾三）繪製的《百花鳥圖》中，“鴛鴦”不再是赤麻鸭而是原來的鸂鶒，而“鸂鶒”之名沒有像《營造法式》那樣轉讓給赤麻鴨，而是參照補子上已嚴重失真的鸂鶒模樣，創造出一個與“鴛鴦”似像非像、長有紫色羽毛的新“鸂鶒”。這樣一來，鸂鶒的“鴛鴦”身份終於得到官方認可，“鴛鴦”不再有爭議，而今人在解釋“鸂鶒”時幾乎只含糊地說是“一種水鳥”，完全忘記了它與鴛鴦的本來面目。

## 生态环境
栖息于溪流、沼泽、湖泊等处；常见于阔叶树林环绕的沼泽、芦苇丛生的水面。白天常在水面中心处漂浮游荡，夜间常在阔叶树林中活动，晨昏常在水田和岸边的沼泽地活动。

## 分布地域
主要分布于亚洲东部，原居日本，在中国东北繁殖，华南地区越冬，可见于朝鲜半岛及中国东部各地，台灣也有少數常居於深山水域中。中西欧地区也有引进。

## 特征

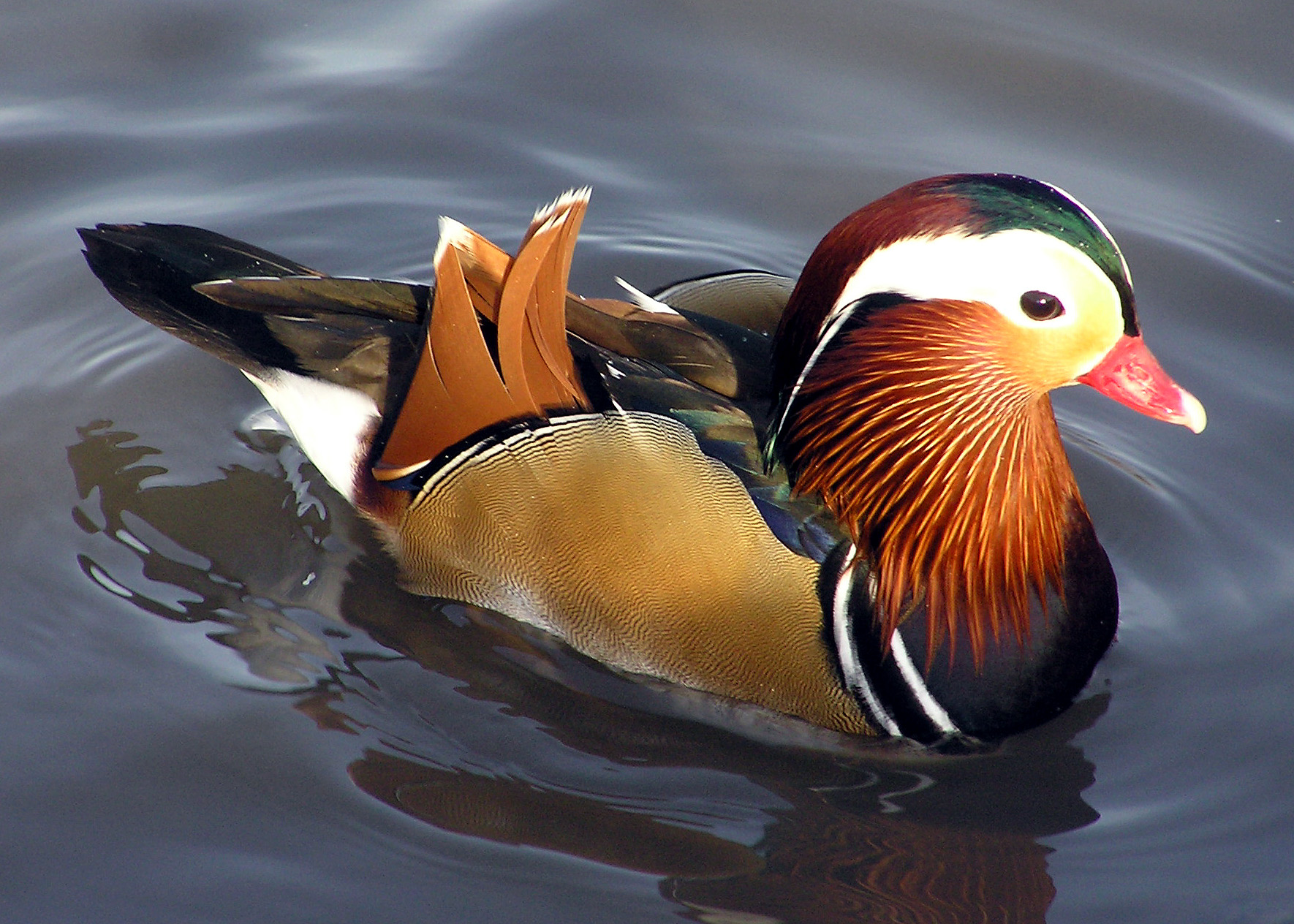
鸳鸯雄鸟

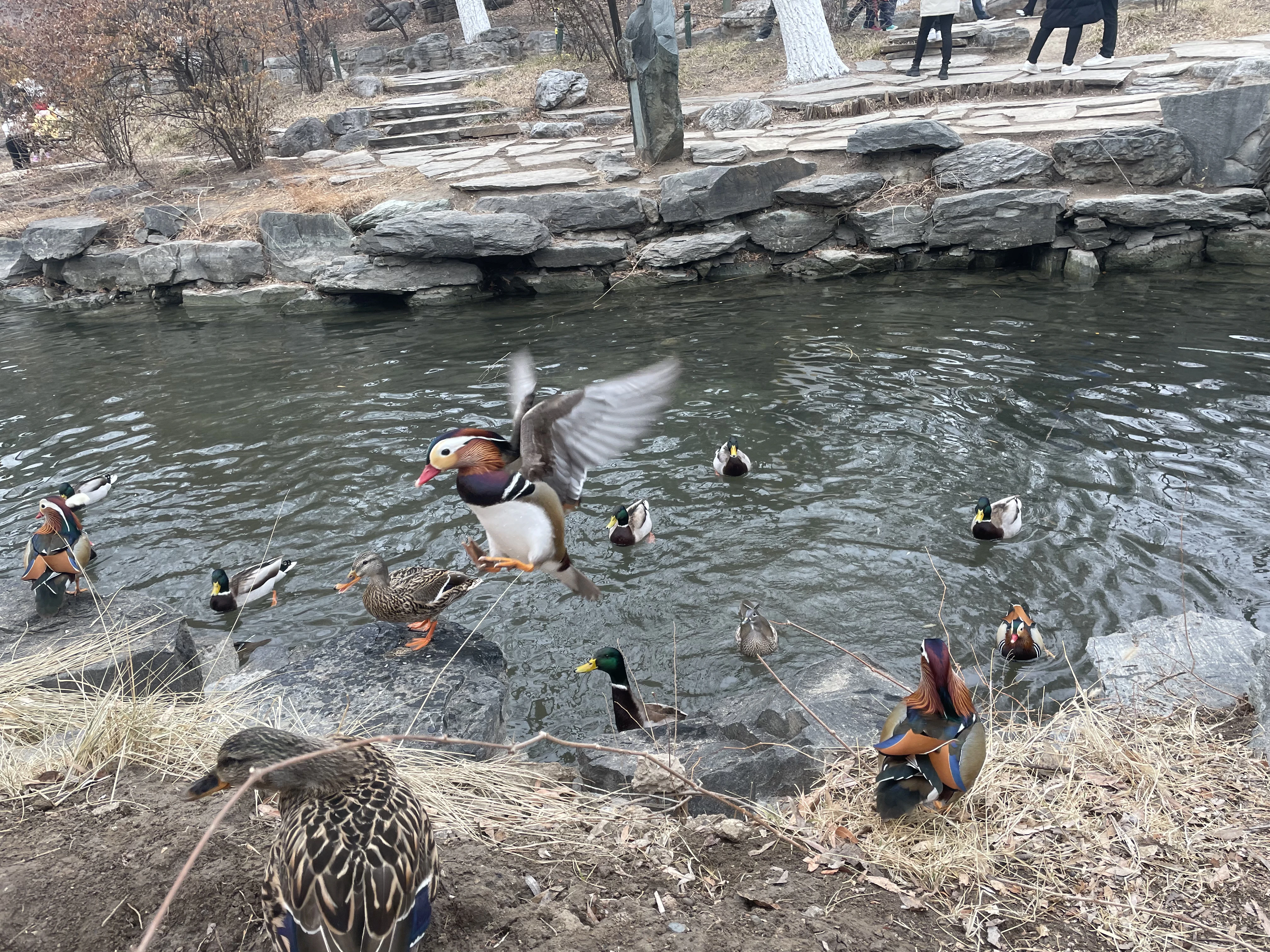
北京大学未名湖畔飞翔的鸳鸯，图中还有与之共群的绿头鸭

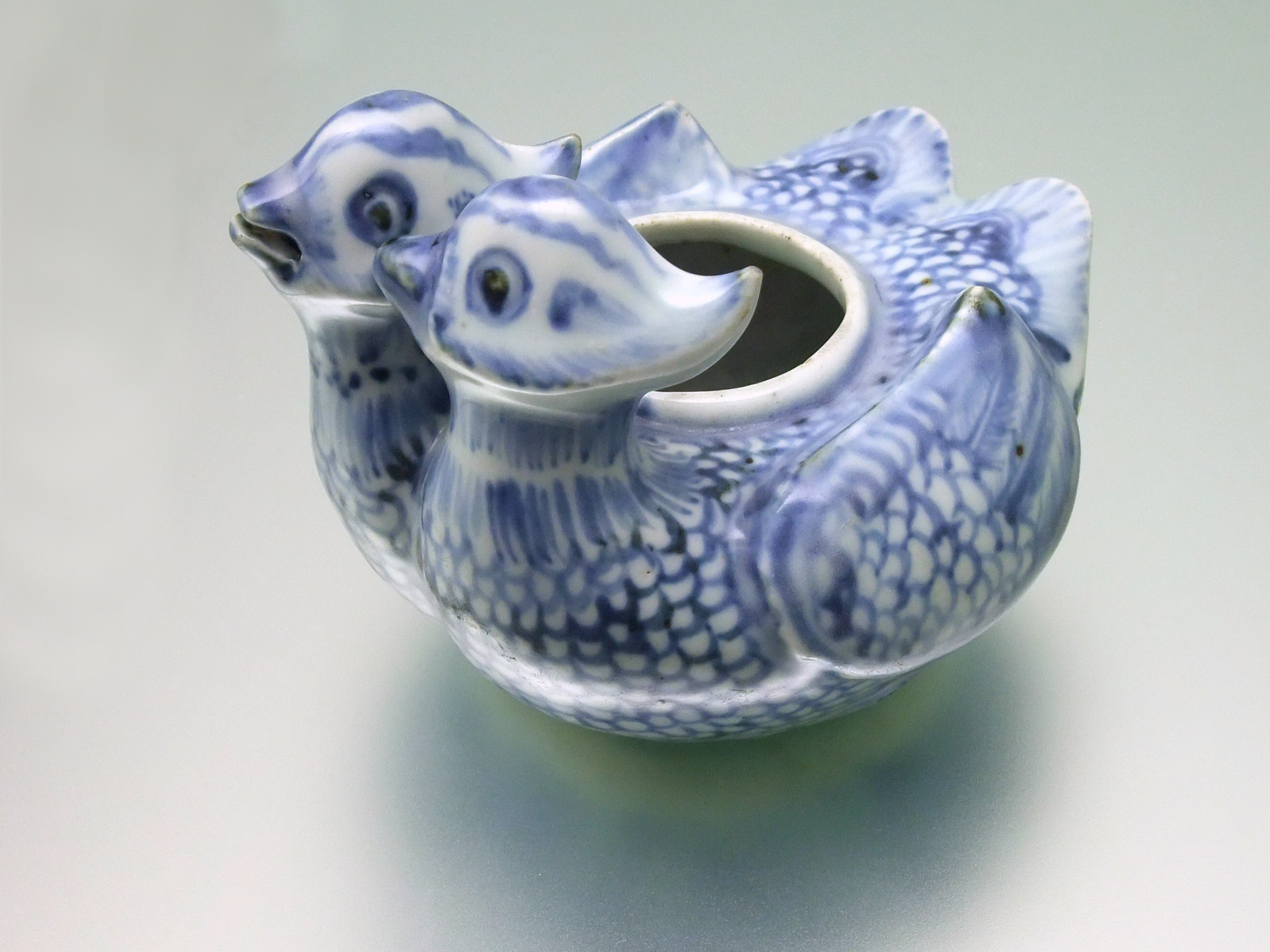
鴛鴦造型的水注(香港藝術館展品)

在繁殖季节，雄性鸳鸯色彩极为艳丽，喙为少见的鲜红色，端部具亮黄色嘴甲。额部和头顶中央为带有金属光泽的翠绿色，枕部红铜色的羽毛后颈暗绿按紫色的羽毛都很长，形成一个很有特色的“头套”上体深色腰部和背部褐色并带有绿色的金属光泽，下体浅色，最具有特色的是最后一枚三级飞羽特化，形成面积很大树立于背部的帆状结构，为耀眼的桔红色，这是鸳鸯的一个显著特征。
雌性鸳鸯远不如雄性鸳鸯漂亮，通体颜色为暗哑的灰色，也不具有雄鸟所具有的“帆状三级飞羽”雌鸟的辨识特征为鲜明的白色贯眼纹，喙灰色。
在非繁殖季节，雄性鸳鸯色彩与雌性相似，皆为灰色。
鸳鸯体长41－49厘米，翼展65－75厘米。

## 食物
本物種為雜食性，以植物性食物為主，包括各種草籽、作物種子、堅果等，此外動物性食物包括螞蟻、蝗蟲、甲蟲、蝸牛、蜘蛛、小魚等。

## 文化寓意

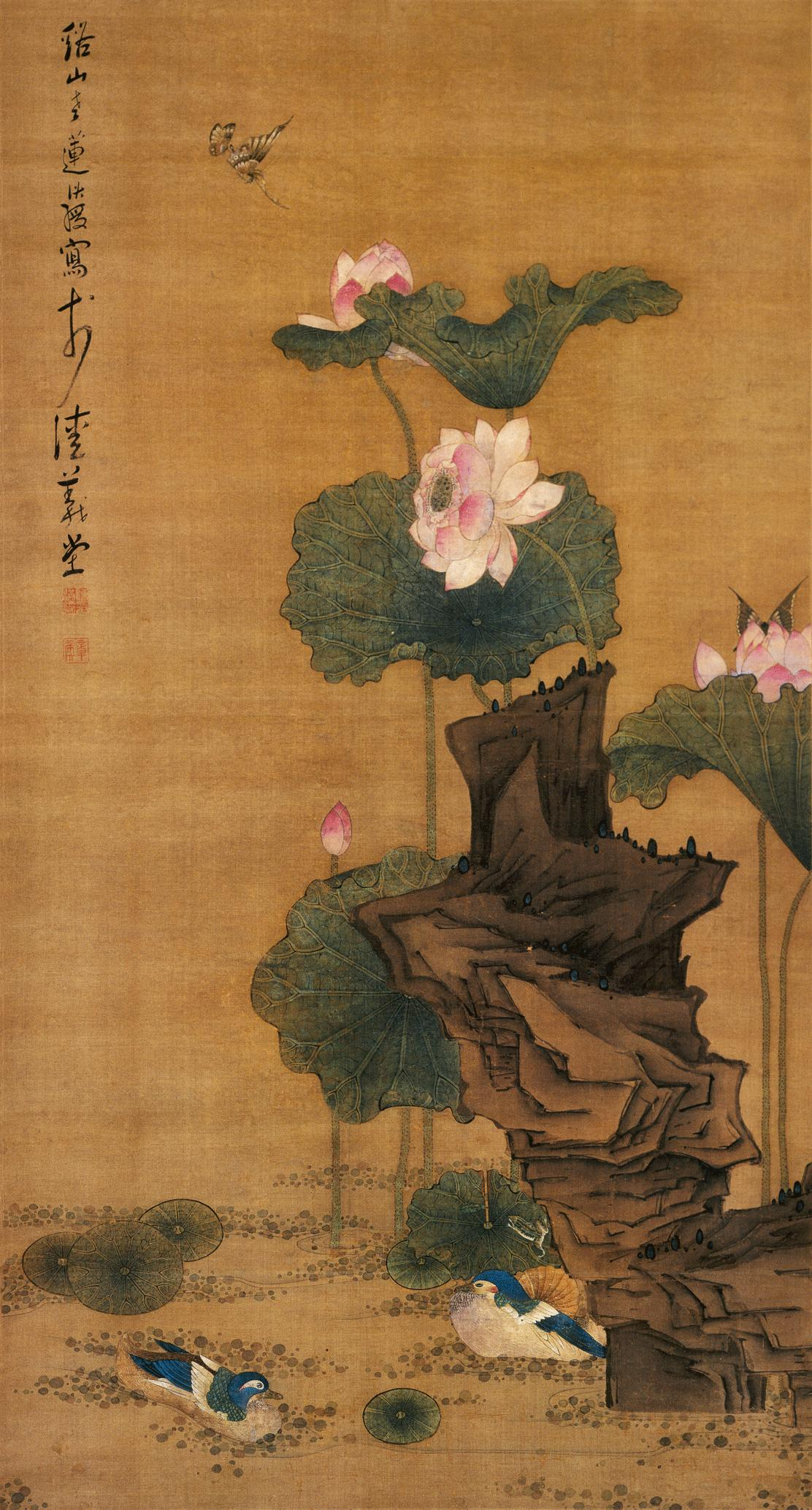
陳洪綬的《荷花鴛鴦圖》

因為鴛鴦的生活習性多為成雙成對結伴而行，所以在傳統中國文化中，鴛鴦常被作為是恩愛夫妻和忠貞不渝的永恆愛情的象徵。

## 繁殖
本物種繁殖期從4月到9月，多在水邊喬木的樹洞中營巢，巢由墊在樹洞底部的干草搭建成皿狀巢，巢內墊以親鳥的絨羽。每窩產卵7－12枚，孵化期28－29日。

## 保护

### 保护等级
国家重点保护等级：二级（生效年代：1989年）
中国濒危动物红皮书等级：易危（生效年代：1996年）

### 濒危因素
非法捕猎：本物种常被人们捕捉或掏取幼鸟以作为野味，羽毛被用作装饰品。
栖息地破坏：本物种的繁殖需要大树的天然树洞，由于人类活动符合鸳鸯繁殖营巢要求的树和树洞逐渐减少，对鸳鸯的繁殖构成严重的威胁。
作为中药成分被捕猎：中医传统理论认为鸳鸯去毛及内脏、肉鲜用或焙干用，有清热解毒、止血、杀虫功能。

## 圖片
|  |  |  |  |
|  |  |  |  |
|  |  |  |  |

## 延伸阅读
[在维基数据编辑]
 《欽定古今圖書集成·博物彙編·禽蟲典·鴛鴦部》，出自陈梦雷《古今圖書集成》